# Theresa Weld
Theresa Weld Blanchard (Brookline, Massachusetts, 21 de agosto de 1893 – Boston, Massachusetts, 12 de março de 1978) foi uma patinadora artística estadunidense. Ela conquistou uma medalha de bronze olímpica em 1920.

## Principais resultados

### Individual feminino
| Resultados                                            | Resultados      | Resultados    | Resultados        | Resultados    | Resultados      | Resultados      | Resultados      | Resultados        | Resultados      | Resultados       | Resultados       | Resultados        | Resultados    |
| Internacional                                         | Internacional   | Internacional | Internacional     | Internacional | Internacional   | Internacional   | Internacional   | Internacional     | Internacional   | Internacional    | Internacional    | Internacional     | Internacional |
| Evento/Temporada                                      | 1913– 1914      |               | 1917– 1918        |               | 1919– 1920      | 1920– 1921      | 1921– 1922      | 1922– 1923        | 1923– 1924      | 1924– 1925       | 1925– 1926       | 1926– 1927        | 1927– 1928    |
| ----------------------------------------------------- | --------------- | ------------- | ----------------- | ------------- | --------------- | --------------- | --------------- | ----------------- | --------------- | ---------------- | ---------------- | ----------------- | ------------- |
| Jogos Olímpicos                                       |                 |               | Medalha de bronze |               |                 |                 | 4.ª             |                   |                 |                  | 10.ª             |                   |               |
| Campeonato Norte-Americano                            |                 |               |                   |               |                 | Medalha de ouro |                 | Medalha de bronze |                 |                  |                  |                   |               |
| Nacional                                              |                 |               |                   |               |                 |                 |                 |                   |                 |                  |                  |                   |               |
| Campeonato dos Estados Unidos                         | Medalha de ouro |               | Medalha de prata  |               | Medalha de ouro | Medalha de ouro | Medalha de ouro | Medalha de ouro   | Medalha de ouro | Medalha de prata | Medalha de prata | Medalha de bronze |               |
|                                                       |                 |               |                   |               |                 |                 |                 |                   |                 |                  |                  |                   |               |
| Legenda: Competição não foi disputada nesta temporada |                 |               |                   |               |                 |                 |                 |                   |                 |                  |                  |                   |               |

### Duplas com Nathaniel Niles
| Resultados                                            | Resultados       | Resultados    | Resultados      | Resultados    | Resultados      | Resultados       | Resultados      | Resultados      | Resultados      | Resultados       | Resultados      | Resultados       | Resultados       | Resultados       | Resultados    | Resultados    | Resultados    |
| Internacional                                         | Internacional    | Internacional | Internacional   | Internacional | Internacional   | Internacional    | Internacional   | Internacional   | Internacional   | Internacional    | Internacional   | Internacional    | Internacional    | Internacional    | Internacional | Internacional | Internacional |
| Evento/Temporada                                      | 1913– 1914       |               | 1917– 1918      |               | 1919– 1920      | 1920– 1921       | 1921– 1922      | 1922– 1923      | 1923– 1924      | 1924– 1925       | 1925– 1926      | 1926– 1927       | 1927– 1928       | 1928– 1929       | 1929– 1930    |               | 1931– 1932    |
| ----------------------------------------------------- | ---------------- | ------------- | --------------- | ------------- | --------------- | ---------------- | --------------- | --------------- | --------------- | ---------------- | --------------- | ---------------- | ---------------- | ---------------- | ------------- | ------------- | ------------- |
| Jogos Olímpicos                                       |                  |               | 4.ª             |               |                 |                  | 6.ª             |                 |                 |                  | 9.ª             |                  |                  |                  |               |               |               |
| Campeonato Mundial                                    |                  |               |                 |               |                 |                  |                 |                 |                 |                  | 7.ª             |                  | 6.ª              | 8.ª              |               |               |               |
| Campeonato Norte-Americano                            |                  |               |                 |               |                 | Medalha de prata |                 | Medalha de ouro |                 | Medalha de prata |                 | Medalha de prata |                  |                  |               |               |               |
| Nacional                                              |                  |               |                 |               |                 |                  |                 |                 |                 |                  |                 |                  |                  |                  |               |               |               |
| Campeonato dos Estados Unidos                         | Medalha de prata |               | Medalha de ouro |               | Medalha de ouro | Medalha de ouro  | Medalha de ouro | Medalha de ouro | Medalha de ouro | Medalha de ouro  | Medalha de ouro | Medalha de ouro  | Medalha de prata | Medalha de prata |               |               |               |
|                                                       |                  |               |                 |               |                 |                  |                 |                 |                 |                  |                 |                  |                  |                  |               |               |               |
| Legenda: Competição não foi disputada nesta temporada |                  |               |                 |               |                 |                  |                 |                 |                 |                  |                 |                  |                  |                  |               |               |               |